# Robert P. Sharp
Robert Phillip Sharp (24 de junio de 1911 - 25 de mayo de 2004) fue un geomorfólogo estadounidense y experto en las superficies geológicas de la Tierra y el planeta Marte. Sharp se desempeñó como presidente de la División de Ciencias Geológicas del Instituto de Tecnología de California (Caltech) de 1952 a 1968. Construyó el departamento moderno y, especialmente, reclutó nuevos profesores en geoquímica, tectónica geomorfología, ciencias planetarias y geología de campo.